# Campeonato nacional de Estados Unidos 1888
Lista de los campeones del Campeonato nacional de Estados Unidos de 1888:

## Senior

### Individuales masculinos
Henry Slocum vence a  Howard Taylor,  6–4, 6–1, 6–0

### Individuales femeninos
Bertha Townsend vence a  Ellen Hansell, 6–3, 6–5

### Dobles masculinos
Oliver Campbell /  Valentine Hall vencen a  Clarence Hobart /  Edward MacMullen,  6–4, 6–2, 6–2

### Dobles mixto
Marian Wright /  Joseph Clark vencen a  Adeline Robinson /  P. Johnson, 1-6, 6-5, 6-4, 6-3
| Predecesor: 1887                         | Campeonato nacional de Estados Unidos 1888 | Sucesor: 1889                         |
| Predecesor: Campeonato de Wimbledon 1888 | Grand Slam 1888                            | Sucesor: Campeonato de Wimbledon 1889 |

- Datos: Q2382474